# 放題

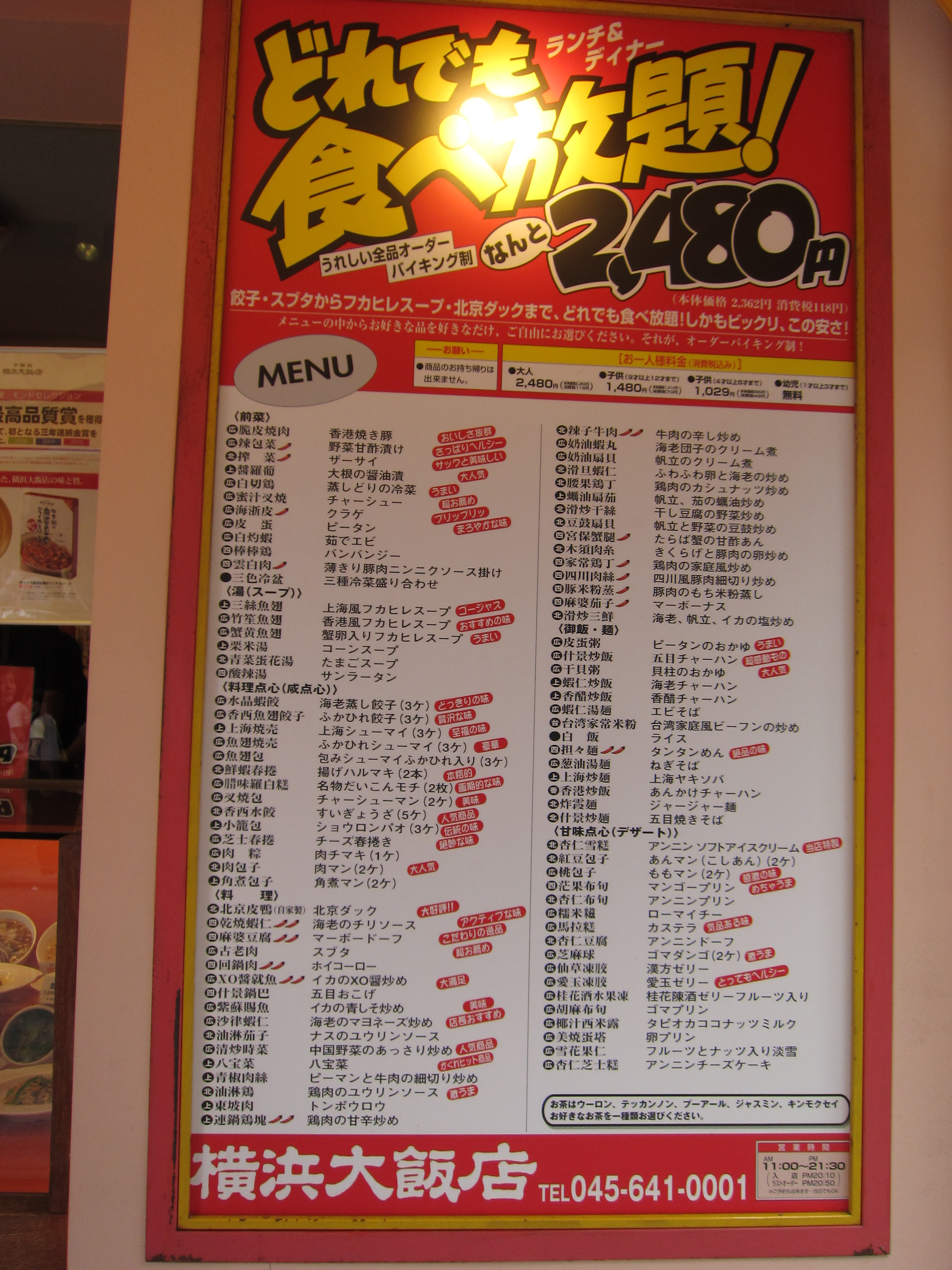

放題（日语：／ tabehōdai），又稱為日式放題，是一種日本料理的方式，亦是一個日語借詞。「放題」一詞在日語原指無限量供應，借入香港後便約定俗成、直接取「日本料理任食自助餐」的意思，亦即日語中的「食べ放題」。與一般自助餐不同的是，放題大部份的食物需要點餐，而非像自助餐般大部份食物自取。而且，日式放題所提供的食物，顧名思義就是提供日式食品，例如刺身、壽司、炸物、拉麵、肉類等。除了任食放題外，在日本亦會有「飲品放題」、「甜品放題」等各種不同的放題種類。在香港借入這一詞語後，「放題」亦可引申於其他「無限量供應」的事物，例如「火鍋放題」等。在香港，有部分提供日式放題的店鋪會與旅遊網站合作，在香港推廣具香港特色日本放題文化，例如「滿屋日本料理」、「御滿屋日本料理」等。而這種文化亦衍生了團購放題等只應用於香港的放題文化。
日文「放題」來自「傍題」（發音相同），傍題原指「副題」，也指在創作俳諧或和歌時內容離題的毛病，原有貶意，後來衍申出自由行動之中性意涵，如今採用此意者通常寫成「放題」。